# Rysslands beskickningschef i Sverige
Rysslands beskickningschef i Sverige är chef för den ryska utrikestjänsten i Sverige. Under 1924 till 1991 motsvarades den nuvarande ryska beskickningschefen av Sovjetunionens beskickningschef.

## Tsarryssland
- Andrej Chilkov 1700

## Ryska kejsardömet
- Michail Bestuzjev-Rjumin 1721 – 1725
- Vasilij Lukitj Dolgorukov 1726 – 1727
- Nikolaj Golovin 1725 – 1732
- Michail Bestuzjev-Rjumin 1732 – 1741 (jämför ovan)
- Johann Ludwig Luberas von Pott  1744 – 1745
- Johann Albrecht von Korff 1745 – 1748
- Nikita Panin 1748 – 1759
- Ivan Osterman 1760 – 1774
- Ivan Simolin 1774 – 1779
- Aleksej Musin-Pusjkin 1779 – 1783
- Arkadij Morkov    1784 – 1786
- Andrej Razumovskij 1787 – 1790
- Otto Magnus von Stackelberg 1791 – 1793
- Ingen uppgift 1793 – 1796
- Andrej Eberhard von Budberg 1796 – 1803
- David Alopaeus 1803 – 1808
- ingen uppgift 1808 – 1810
- Peter van Suchtelen 1810 – 1836
- Leon Potocki 1836 – 1839
- Andrzej Matuszewicz  1839 – ?
- Pavel Kridener (tyska: Paul von Krüdener)  ? – 1852
- Jakov Dasjkov 1853 – 1872
- Nikolaj von Giers  1872 – 1875
- Grigorij Okunev  1876 – 1884
- Nikolaj Sjisjkin 1884 – 1891
- Ivan Zinovjev 1891 – 1897
- Jevgenij Bützow 1897 – 1904
- Fjodor von Budberg 1905 – 1909
- Vasilij Sergejev 1909 – 1911
- Aleksandr Savinskij 1911 – 1913
- Anatolij Nekljudov 1914 – 1917

- Konstantin Gulkevitj  1917–1921 (för Rysslands provisoriska regering 1917)
- Vatslav Vorovskij 1918 (för Sovjetryssland)

## De socialistiska rådsrepublikernas union
- Nikolaj Osinskij (pseudonym för Valerian Obolenskij) 1924
- Platon Kerzjentsev 1924 – 1927
- Viktor Kopp 1927 – 1930
- Aleksandra Kollontaj 1930 – 1945
- Ilja Tjernytjev 1945 – 1950
- Konstantin Rodionov 1950 – 1957
- Fjodor Gusev  1957 – 1962
- Nikolaj Belochvostikov 1962 – 1967
- Viktor Maltsev 1967 – 1971
- Michail Jakovlev 1971 – 1982
- Boris Pankin 1982 – 1990
- Nikolaj Uspenskij 1990 – 1991
- Oleg Grinevskij 1991

## Ryska federationen
- Oleg Grinevskij 1991 – 1997
- Aleksej Nikiforov 1997 – 2001
- Nikolaj Sadtjikov 2001 – 2005
- Aleksandr Kadakin 2005 – 2009
- Igor Neverov 2009 – 2014
- Viktor Tatarintsev  2014 – 2024
- Sergej Beljajev 2024 –